# Schneewirbel
Schneewirbel ist der Titel eines Gemäldes, das die russische Künstlerin Marianne von Werefkin 1916 malte. Das Werk gehört zum Bestand des Lentos Kunstmuseums in Linz. Zwei Entwurfskizzen befinden sich in Ascona in der Fondazione Marianne Werefkin, Inventarnummer d 10 und g 15.

## Technik und Maße
Bei dem Gemälde handelt es sich um eine Temperamalerei auf Karton, 52 × 68 cm.

## Brücke der Selbstmörder

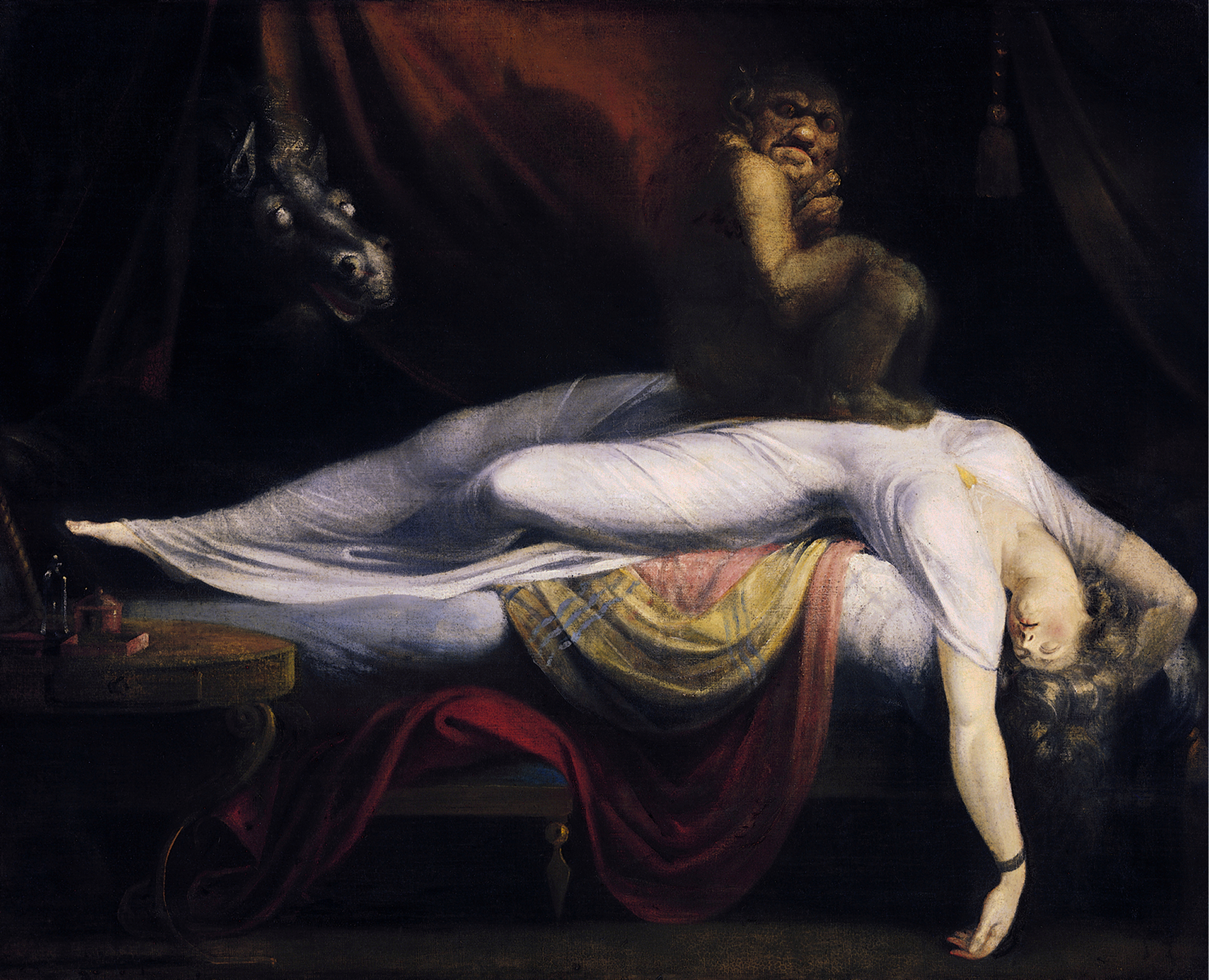
Das wohl bekannteste Werk Füsslis Nachtmahr existiert in verschiedenen Versionen.

Bei der Brücke auf dem Gemälde Schneewirbel handelt es sich um den Pont Bessières im Zentrum der Stadt Lausanne. Den linken Teil des Brückengeländers malte Werefkin in der Farbkombination Grün und Weiß, den heraldischen Farben des Kantons Waadt, dessen Hauptstadt Lausanne ist.
Der Brückenbogen überspannt mit etwa 23 Meter Höhe das alte Stadtviertel Rôtillon und verbindet die Stadtteile um die Kathedrale mit dem Château auf der linken- mit der Rue de Bourg auf der rechten Bildseite. Die damals moderne der Brückenkonstruktion war nach zweijähriger Bauzeit 1910 dem Straßenverkehr übergeben worden. Im Volksmund wurde sie zu Werefkins Zeit, als sie in Saint-Prex am Genfersee wohnte, „Brücke der Selbstmörder“ genannt.
Der anomal hohe, rund gewölbte Brückenbogen zerschneidet das Bild. Auf ihm steigen zwei schwarz gekleidete, gesichtslose Menschen die Brücke hinauf, eine Frau wird dicht gefolgt von einem Mann. Zum Schutz vor dem unwirtlichen Wetter tragen beide Kapuzenjacken. Ein Geländer mit Streben schützt sie vor einem Absturz in die Tiefe.
Irreales bengalisches Licht illuminiert die mehrstöckigen Häuser unter ihnen. Wirbelwinde fegen Schnee und Regen durch die Häuserschluchten und durch die Luft oberhalb der Brücke. Die Szenerie erinnert an bedrohliche, albtraumartige Bilder, z. B. an Goyas Der Schlaf der Vernunft gebiert Ungeheuer oder Füsslis Nachtmahr, die Werefkin 1916 nochmals zitierte, als sie den Ersten Weltkrieg mit ihrem Gemälde mit dem Titel La Démance – Wahnsinn geißelte. Derweilen verschloss sich Jawlensky in seiner Malerei vor der Außenwelt und hing seinen Stimmungen, in seinen sogenannten Variationen auf ein landschaftliches Thema, nach.

## Brücken in gesteigerter Untersicht

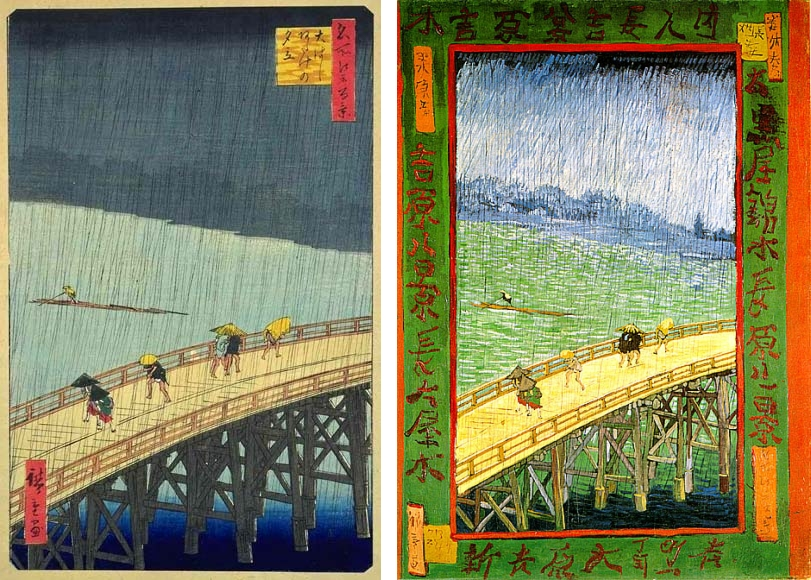
Links: Hiroshige, „Regenschauer über der großen Brücke in Atake“
rechts: Van Gogh, „Brücke im Regen“

Nicht nur das Geschehen auf dem Pont Bessières erregte Werefkins Aufmerksamkeit, sondern auch dessen Konstruktion. Ungewöhnlich ist Werefkins Blickwinkel auf die Brücke. Auf der linken Bildhälfte zeigt sie in „gesteigerter Untersicht“ die Stahlkonstruktion, wie in japanischen Holzschnitten das „Traggerippe der Großbrücken“. Rechts, in Aufsicht erkennt man das steil ansteigende Trottoir, den Bürgersteig. Die Streben des Geländers sind noch vor dem Scheitel der Brücke aus festem Material.
Der unteren, durchgehenden Kante der Brücke gab Werefkin die Farbe Gelb. Sie fördert die Assoziation zu van Goghs Gemälde Die Brücke im Regen als Vorbild. Dieser hatte für sein Gemälde auf Hiroshiges Farbholzschnitt Plötzlicher Regen auf der großen Brücke bei Atake zurückgegriffen.
Die Künstlerin, die zusammen mit Jawlensky japanische Farbholzschnitte sammelte, scheint bei der Abfassung ihres Schneewirbels gleich mehrere Motive aus seinen Holzschnitten im Kopf gehabt zu haben, z. B. von Utagawa Hiroshige, aber auch Brückendarstellungen von Hokusai, der gerne Brücken in Unteransicht zeigt, hatten Einfluss auf Werefkins Gemälde. Besonders sein Holzschnitt Die Trommelbrücke beim Tejin-Schrein scheint Werefkin zum Pont Bessières beeinflusst zu haben. Hokusai zeigt die ungewöhnlich hoch gewölbte Brücke in Auf- und Untersicht wie ein Musterbeispiel japanischer Zimmermannskunst. Hochgewölbte japanische Brücken hatte Werefkin spätestens 1902 durch die Nummer 2 der russischen Zeitschrift Mir Iskusstwa als Reproduktion kennengelernt.

## Datierung
Werefkin stellte den Pont Bessières an einem stürmischen Winterabend dar. Zwei Skizzen in der Fondazione Marianne Werefkin in Ascona gehen dem Gemälde Schneewirbel voraus, die mit der Inventarnummer g 15 („1915“) datiert sind. Andreas Jawlensky verfolgte die Entstehung des Bildes in Saint-Prex und teilte Clemens Weiler am „3.11.58“ mit, „daß dieses Bild 1916 in St. Prex nach dem Vorbild einer Brücke in Lausanne entstanden ist.“